# Thạnh Phước (Bình Dương)
Thạnh Phước is een xã in huyện Tân Uyên, een district in de Vietnamese provincie Bình Dương.
Thạnh Phước ligt op de westelijke oever van de Đồng Nai.